# Circular de la corte
La circular de la corte es un boletín difundido por la corte del monarca británico que diariamente se presenta a la prensa para su publicación. Por este medio se informa oficialmente de noticias y compromisos del rey Carlos III y de la familia real acontecidos el día anterior. Es redactada por la oficina de prensa y entregada a los periódicos previa autorización del rey. Los diarios que la publican son: The Times, The Daily Telegraph y The Scotsman. También se publica en el sitio web oficial y se conserva una copia para los archivos reales